# Marikana
Marikana (früher Rooikoppies) ist ein Ort in der Nordwest-Provinz im Distrikt Bojanala Platinum in Südafrika. Marikana liegt östlich von Rustenburg.
Bekannt ist der Ort durch die Platin-Bergwerke in der Nähe.

## Verkehr
Südlich von Marikana verlaufen die National Route 4 und die Regional Route R104.

## Geschichte
2011 lebten in Marikana und Umgebung 19.522 Einwohner.

### Südafrikanischer Bergarbeiterstreik 2012
Größeres mediales Aufsehen erregte der Ort im August 2012 durch das von den Medien so genannte „Marikana-Massaker“. Nachdem streikende Bergleute eines Platinbergwerks des Lonminkonzerns zwei Polizisten und mehrere Sicherheitskräfte getötet hatten und mehrere Tage später bewaffnet auf die Polizei zustürmten, eröffnete diese das Feuer. 
Es war das größte Massaker in Südafrika seit dem Massaker von Sharpeville 1960. Insgesamt starben bei dem Streik in Marikana mindestens 44 Personen. 34 Bergarbeiter wurden getötet, die meisten mit Schüssen aus Sturmgewehren. 78 Menschen erlitten Verletzungen. Später stellte sich heraus, dass einige Beamte aus nächster Nähe gezielt geschossen hatten, teils in den Rücken der Opfer.
Niemand wurde bisher für die Tötungen der 44 Männer vor Gericht gestellt, obwohl an 300 Tagen Zeugen gehört und Beweisstücke gesichtet wurden. Die Regierung zahlte Entschädigungen an die Nachfahren der Opfer aus. Über weitere Zahlungen wurde auch noch 2022 gestritten. 2015 hatten 350 Arbeiter eine Entschädigungsklage über 1 Milliarde Rand, umgerechnet 60 Millionen Euro, erhoben.